# لويس أوبيرت (ملحن)
لويس أوبيرت (بالفرنسية: Louis Aubert)‏ هو رسام وملحن فرنسي، ولد في 15 مايو 1720 في باريس في فرنسا، وتوفي في 1800.